# High Barnet metróállomás
A High Barnet a londoni metró egyik állomása az 5-ös zónában, a Northern line végállomása.

## Története
Az állomást 1872. április 1-jén adták át a Great Northern Railway részeként. A Northern line 1940. április 14-e óta használja.

## Forgalom
| Járat | Útvonal | Gyakoriság     |
| ----- | --- | -------------- |
|       | High Barnet – Totteridge & Whetstone – Woodside Park – West Finchley – Finchley Central – East Finchley – Highgate – Archway – Tufnell Park – Kentish Town – Camden Town (– tovább Kennington vagy Morden felé) | 2-5 percenként |

## Átszállási kapcsolatok
| Állomás     | Átszállási kapcsolatok     |
| ----------- | -------------------------- |
| High Barnet | Helyi buszok (High Barnet) |

## Fordítás
- Ez a szócikk részben vagy egészben  a   High Barnet tube station című angol Wikipédia-szócikk fordításán alapul.  Az eredeti cikk szerkesztőit annak laptörténete sorolja fel. Ez a jelzés csupán a megfogalmazás eredetét és a szerzői jogokat jelzi, nem szolgál a cikkben szereplő információk forrásmegjelöléseként.